# Imposta locale sui redditi
L'imposta locale sui redditi (conosciuta anche con l'acronimo ILOR o I.lo.r.) è stata un'imposta italiana, entrata in vigore nel 1974 (insieme all'IRPEF) ed abrogata dal 1º gennaio 1998, sostituita dall'IRAP.

## Descrizione
Era un'imposta di carattere reale in quanto il suo presupposto era costituito dal possesso di redditi fondiari, di capitale, di impresa e diversi, prodotti nel territorio dello Stato.
L'aliquota da applicare alla base imponibile era di carattere proporzionale e costante, nella misura del 16,2%.
Le imposte dell'ILOR erano all'inizio deducibili ai fini IRPEF e IRES, ma dal 1993 non lo furono più.
Fu abrogata a partire dal 1º gennaio 1998, in concomitanza con l'introduzione dell'imposta regionale sulle attività produttive (Irap), in virtù del decreto legislativo 446/1997.